# Concertgebouw (Amsterdam)
Koninklijk Concertgebouw (în traducere literală Clădirea de concerte regală) este un edificiu din Amsterdam care găzduiește numeroase evenimente concertistice, de muzică clasică sau muzică ușoară, în patru săli de concerte: Grote Zaal, Kleine Zaal, Koorzaal și Spiegelzaal. Grote Zaal este renumită pentru acustica sa excelentă, considerată una dintre cele mai bune din lume. Ea este sediul Orchestrei Regale Concertgebouw.